# ザターナ
ザターナ（英: Zatanna）は、DCコミックスの出版するアメリカン・コミックスに登場する架空のスーパーヒロイン。ガードナー・フォックスとマーフィー・アンダーソンによって創造され、1964年11月の"Hawkman #4"で初登場した。ザタンナと表記される場合もある。

## 人物
本名：ザターナ・ザターラ (Zatanna Zatara)
特殊能力は魔法。普段の職業がステージ・マジシャンでもあるため、コスチュームはシルクハットとタキシードの上着、網タイツと黒のレオタード、とマジシャンの衣装となっている。
父はジョバンニ・"ジョン"・ザターラ。ゴールデン・エイジのスーパーヒーローで、魔術師ザターラと呼ばれ、後天的に会得した魔法を駆使する。母はシンデラと言い、ホモ・マギという名称の魔術師一族の出身である。両者の血を受け継ぐ彼女は、先天的に魔法の能力を持っていた。
早くに母と死別した彼女は、マジシャンでありスーパーヒーローでもある父の背中を見て育った。だが、父ザターラは敵との戦いの中、魔界へと旅立ち行方不明になってしまう。ひとりきりとなった彼女はやがて父の日記を発見し、それに記されていた魔法の呪文と魔術の知識を得て、スーパーヒロインとしてまたステージ・マジシャンとして、サンフランシスコを拠点としたクライムファイター（犯罪者退治専門のヒーロー）の道を歩き始めた。
スーパーヒーローチーム「ジャスティス・リーグ」の古参メンバーでもあった。『デイ・オブ・ザ・ジャッジメント』事件の際には、世界中のオカルト系ヒーローを糾合して、「センチネルズ・オブ・マジック」という組織を結成した。

## 書籍情報
| タイトル                                | 刊行日 | ISBN           |
| --------------------------------------- | ------ | -------------- |
| JLA: Zatanna's Search                   | 2004年 | 978-1401201883 |
| Justice League of America Hereby Elects | 2006年 | 978-1401212674 |
| Zatanna Vol.1: The Mistress of Magic    | 2011年 | 978-1401230074 |
| Zatanna Vol.2: Shades of the Past       | 2011年 | 978-1401233006 |
| Black Canary and Zatanna: Bloodspell    | 2015年 | 978-1401255497 |
| Zatanna by Paul Dini                    | 2017年 | 978-1401268824 |

## スピンオフ
DCコミックス・ボムシェルズ
DCコミックスの女性キャラクターをピンナップガール調にアレンジしたシリーズ。

## ドラマ
ヤング・スーパーマン (2001年-2011年)
演 - セリンダ・スワン
第8シーズン第17話「本当の自分 (原題：Hex)」、第9シーズン第13話「呪いのコミック (原題：Warrior)」などで重要な役回りとして登場している。

## アニメ
バットマン (1992年-1995年)
声 - ジュリー・ブラウン
原作に見られる明確な魔法の力は見られず、マジシャンとして登場している。ブルース・ウェインと親密な関係にあったことが描かれており、ブルースがバットマンになる以前、各国で様々な修行を積む旅の中で、ジョン・スミスという偽名でザターナの父の下で脱出マジックの訓練を受けていたこと、師匠の弟子であるザターナのことをザナ（Zanna）と愛称で呼んでいたことが描かれている。
ゴッサム・ガールズ (2000年-2002年)
声 - ステイシー・ランドール
ジャスティス・リーグ・アンリミテッド (2004年-2006年)
声 - ジェニファー・ヘイル
第5話「This Little Piggy」に登場。サーシの魔法によってブタにされたワンダーウーマンを救うべくバットマンに協力した。
バットマン:ブレイブ&ボールド (2008年-2011年)
声 - ジェニファー・ヘイル
ヤング・ジャスティス (2010年-現在)
声 - レイシー・シャベール
第15話「人間の心」から登場。後にヤング・チームの一員となる。なお、ザターラは ジャスティス・リーグの一員であるため、第2話から登場しているが、本格的に登場するのは第14話「現れた真の敵」からである。
ジャスティス・リーグ・アクション (2016年-2018年)
声 - レイシー・シャベール
ジャスティス・リーグ:ダーク (2017年)
声 - カミラ・ルディントン
レゴ®DCスーパーヒーローズ:フラッシュ（2018年）
声 - ケイト・マイカッチ

## ゲーム
インジャスティス:神々の激突 (2013年)
声 - レイシー・シャベール
DLC追加プレイアブルキャラクターとして登場。
「Injustice: Gods Among Us - Zatanna」 - YouTube